# Борщенко Олексій Миколайович
Борщенко Олексій Миколайович (6 січня 1954; за деякими даними — 5 січня 1954) — радянський футболіст, нападник, український тренер з жіночого футболу.

## Ігрова кар'єра
Розпочав свої виступи у футболі на аматорському рівні. Перед сезоном 1979 р. перейшов з «Шахтаря» (Червоноград) у «Хімік» (Дрогобич) в складі якого грав протягом 1979-1981 рр. (з перервами). Разом з «Хіміком» став чемпіоном Львівської області 1980 р. і 1981 р., бронзовим призером першості УРСР серед КФК 1979 р., кращим бомбардиром фінальних турнірів першості УРСР серед КФК 1979 р. і 1980 р. Забив за дрогобичан у всіх турнірах понад 60 м'ячів. Дебютував у професійному футболі в полтавському клубові «Колос» 1980 року. В період від 1981 по 1985 роки захищав кольори херсонського «Кристал», за який провів 182 матчі та забив 45 голів. За показниками виходу на поле обіймає 10-11 місце (спільно з Віктором Писаковим) в історії команди, а за кількістю забитих м'ячів — 3-4 (спільно з Леонідом Салабудою).

Ігрову кар'єру завершив в житомирському клубі «Спартак».
Статистика гравця
| Сезон | Клуб              | Матчі | Голи |
| ----- | ----------------- | ----- | ---- |
| 1980  | Колос (Полтава)   | 10    | 1    |
| 1981  | Кристал (Херсон)  | 21    | 12   |
| 1982  | Кристал (Херсон)  | 44    | 8    |
| 1983  | Кристал (Херсон)  | 50    | 10   |
| 1984  | Кристал (Херсон)  | 31    | 13   |
| 1985  | Кристал (Херсон)  | 36    | 2    |
| 1986  | Спартак (Житомир) | 14    | 1    |

## Тренерська кар'єра
За даними окремих ЗМІ тренував херсонську команду з жіночого футболу «Южанка-Майстер-С» у 2007–2008 роках. За його керування клуб, який потерпав від значних фінансових проблем, обійняв, відповідно, 8 та 6 місця в Чемпіонаті України. Також 2007 року під керівництвом Борщенка херсонські дівчата дійшли до півфіналу Кубку України, де програли чернігівській «Легенді» (2:1 та 5:1). 2008 через фінансові проблеми клуб участі в розіграші Кубку не брав.

2010 року клуб «Южанка-Майстер-С» припинила своє існування, тренером клубу на той час був брат Олексія Борщенка Володимир.